# Bigge Island
Bigge Island är en ö i Australien. Den ligger i delstaten Western Australia, omkring 2 200 kilometer nordost om delstatshuvudstaden Perth. Arean är 180 kvadratkilometer. Den sträcker sig 24,1 kilometer i nord-sydlig riktning, och 13,9 kilometer i öst-västlig riktning.
Trakten runt Bigge Island är nära nog obefolkad, med mindre än två invånare per kvadratkilometer. Savannklimat råder i trakten. Genomsnittlig årsnederbörd är 1 776 millimeter. Den regnigaste månaden är februari, med i genomsnitt 470 mm nederbörd, och den torraste är augusti, med 2 mm nederbörd.